# Anumeta dentistrigatae
Anumeta dentistrigatae là một loài bướm đêm trong họ Erebidae.